# Trockenpisser-Gerichtsverfahren
Das Trockenpisser-Gerichtsverfahren bezeichnet die gerichtliche Auseinandersetzung zwischen dem CDU-Politiker Jürgen Wohlrabe und dem Verleger Bernd Kramer im Sommer 1968.
Der damalige Abgeordnete im Berliner Abgeordnetenhaus war in einem Artikel der von Kramer in Berlin verlegten Zeitschrift Linkeck als „Trockenpisser“ bezeichnet worden. Ein Trockenpisser war in der Alltagssprache ein homosexueller Mann, der als Voyeur öffentliche Bedürfnisanstalten aufsucht.
Daraufhin erwirkte Wohlrabe beim Landgericht Berlin eine einstweilige Verfügung, die Kramer die entsprechende Behauptung verbot. Der Streitwert wurde auf 3000 Deutsche Mark (DM) festgesetzt.
Wohlrabe wurde vor Gericht durch den Rechtsanwalt, Parteikollegen und späteren Verfassungsgerichtshofpräsidenten Klaus Finkelnburg vertreten, der den Prozess für Wohlrabe gewann.
Das Urteil wurde in der Zeitschrift abgedruckt und satirisch kommentiert. Für die Sympathisantenszene um die Zeitschrift und die Studentenbewegung waren die Auswirkungen des Verfahrens „Trophäen der Humorlosigkeit und Spießigkeit der Gesellschaft“:

„Richterliche Gewalt wurde ad absurdum geführt, indem sie dazu gebracht wurde, sich auf pubertäre Späße […] einzulassen.“

Jürgen Wohlrabe errang im darauffolgenden Jahr sein erstes Bundestagsmandat.